# Viola Dana
Viola Dana, algumas vezes creditada como Viola Flugrath, (Brooklyn, Nova York, 26 de junho de 1897 – Woodland Hills, California, 3 de julho de 1987) foi uma atriz de cinema estadunidense que fez sucesso durante a época do cinema mudo, tendo atuado em mais de 100 filmes.

## Biografia

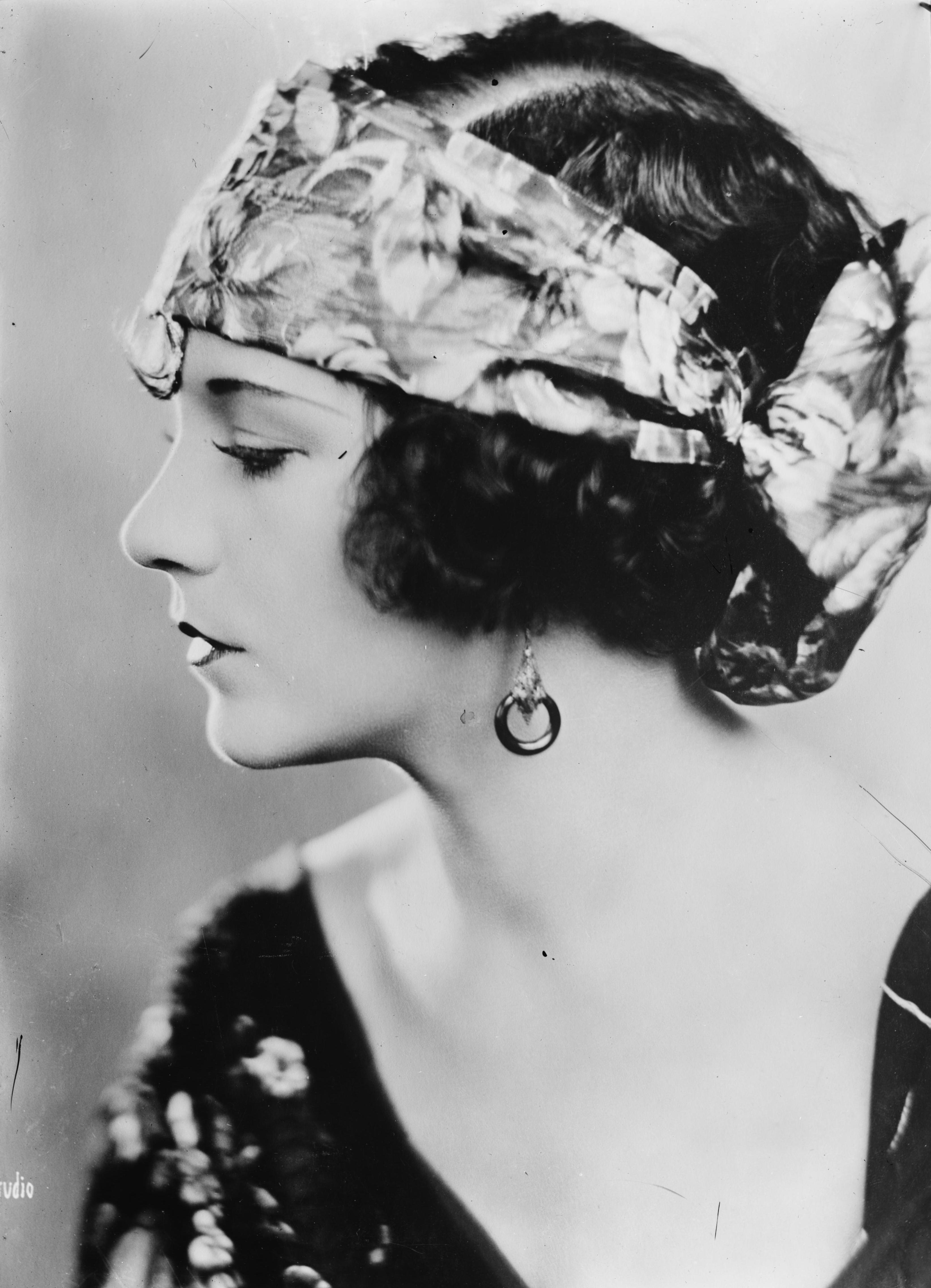
Viola Dana

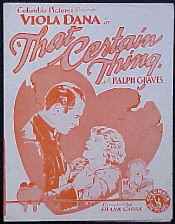
Cartaz do filme That Certain Thing, de Frank Capra, em 1928.

Nascida Virginia Flugrath, Dana foi atriz desde a infância, a partir dos três anos de idade, trabalhando no Hudson Theater em Nova York. Ela e suas duas irmãs, Edna e Leonie, iniciaram suas carreiras no teatro, através da insistência de sua mãe. A mãe das irmãs Flugrath foi quem idealizou suas carreiras de palco e em tenra idade, matriculou-as em aulas de dança. As irmãs passaram sua infância em turnês com empresas em Coney Island, Elks Clubs e outros meios.
Viola estreou nas telas aos 10 anos, no curta-metragem de 11 minutos A Christmas Carol, ao lado de sua irmã Shirley Mason, e aos 14 anos atuou em Molly the Drummer Boy. Trabalhou posteriormente como protagonista em Gladiola
Participou do Edison Studios, trabalhando em seus estúdios no Bronx. Apaixonou-se pelo diretor John Hancock Collins (1889 - 1918) com quem casou em 1915. Alguns sucessos de Dana foram então Children of Eve, em 1915, e The Cossack Whip, em 1916. O produtor B. A. Rolfe ofereceu-lhe um lucrativo contrato em sua companhia, a Rolfe Photoplays, através da Metro Pictures Corporation. Dana e Collins aceitaram a oferta em 1916 e fizeram vários filmes pela Rolfe/Metro, tais como The Girl Without A Soul e Blue Jeans. Rolfe fechou seu estúdio em Nova York devido a uma epidemia de gripe em 1918, mandando seu elenco para a Califórnia. Collins, que estava acabando um trabalho em seu estúdio, contraiu a gripe, teve pneumonia e faleceu em 23 de outubro de 1918, no seu quarto de hotel em Nova York.
Dana ficou na Califórnia trabalhando na Metro. Em 1920, teve um caso com o aviador e veterano de guerra Ormer Locklear, que morreu em um acidente com seu avião em 2 de agosto de 1920, durante um filme (Dana testemunhou o acidente, e não viajou mais de avião durante 25 anos). Locklear foi a inspiração para o filme de Robert Redford, The Great Waldo Pepper (1975), e Dana foi a convidada de honra da première do filme.
Dana continuou no cinema, mas sua popularidade foi diminuindo gradativamente. Um de seus mais importantes filmes foi o primeiro filme de Frank Capra para a Columbia Pictures, That Certain Thing ("O Meu Segredo") em 1928. ela parou de filmar em 1929. Seus últimos filmes foram Two Sisters, One Splendid Hour e, com sua irmã Shirley Mason, nascida Leonie Flugrath), The Show of Shows, todos em 1929.
Posteriormente, apareceu em vários documentários, tais como Hollywood (1980), sobre a carreira no cinema mudo durante os anos 20, e em 1987, no documentário Buster Keaton: A Hard Act to Follow.
Viola Dana morreu por problemas cardíacos, em 1987, aos 90 anos, no Retiro dos Artistas de Los Angeles, e foi sepultada no Hollywood Forever Cemetery sob o nome verdadeiro, Virginia Flugrath.
Viola Dana tem uma estrela na Calçada da Fama, em Hollywood, por sua contribuição para o cinema.

## Teatro
No teatro, atuou em The Model, no Harris Theatre, na Broadway, com 17 apresentações entre 31 de agosto e setembro de 1912, ainda sob o nome Viola Flugrath. Posteriormente atuou em The Poor Little Rich Girl, no papel de Gwendolyn, no Hudson Theatre, Broadway, uma produção de Arthur Hopkins, com 160 apresentações entre 21 de Janeiro e junho de 1913.

## Vida pessoal
Seu primeiro marido, o diretor John H. Collins, morreu na epidemia de gripe em 1918.
Em 20 de junho de 1925 casou novamente, com Maurice Lefty Flynn, de quem se divorciou em 14 de fevereiro de 1929.
Em 15 de outubro de 1930 voltou a se casar, com Jimmy Thomson, de quem se divorciou em 30 de março de 1945.

## Filmografia e atuação parcial
Cinema
- A Christmas Carol (1910)
- Children Who Labor (1912)
- Molly the Drummer Boy (1914)

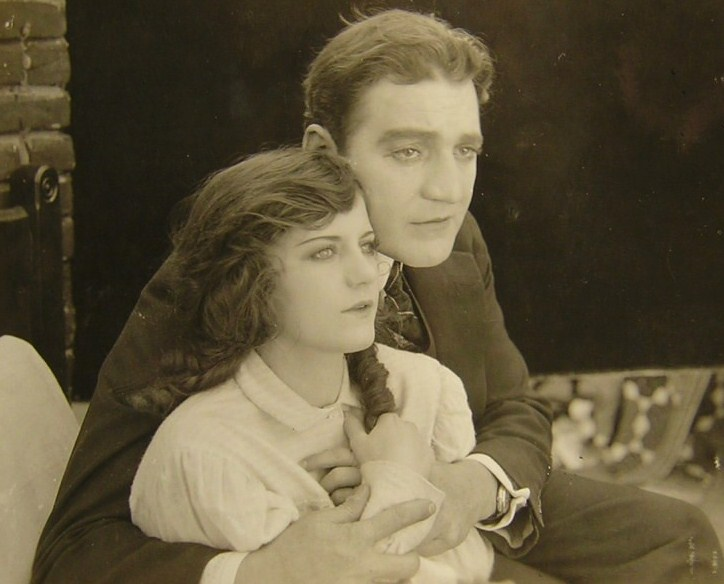
Viola Dana e Clifford Bruce no filme A Weaver of Dreams, em 1918.

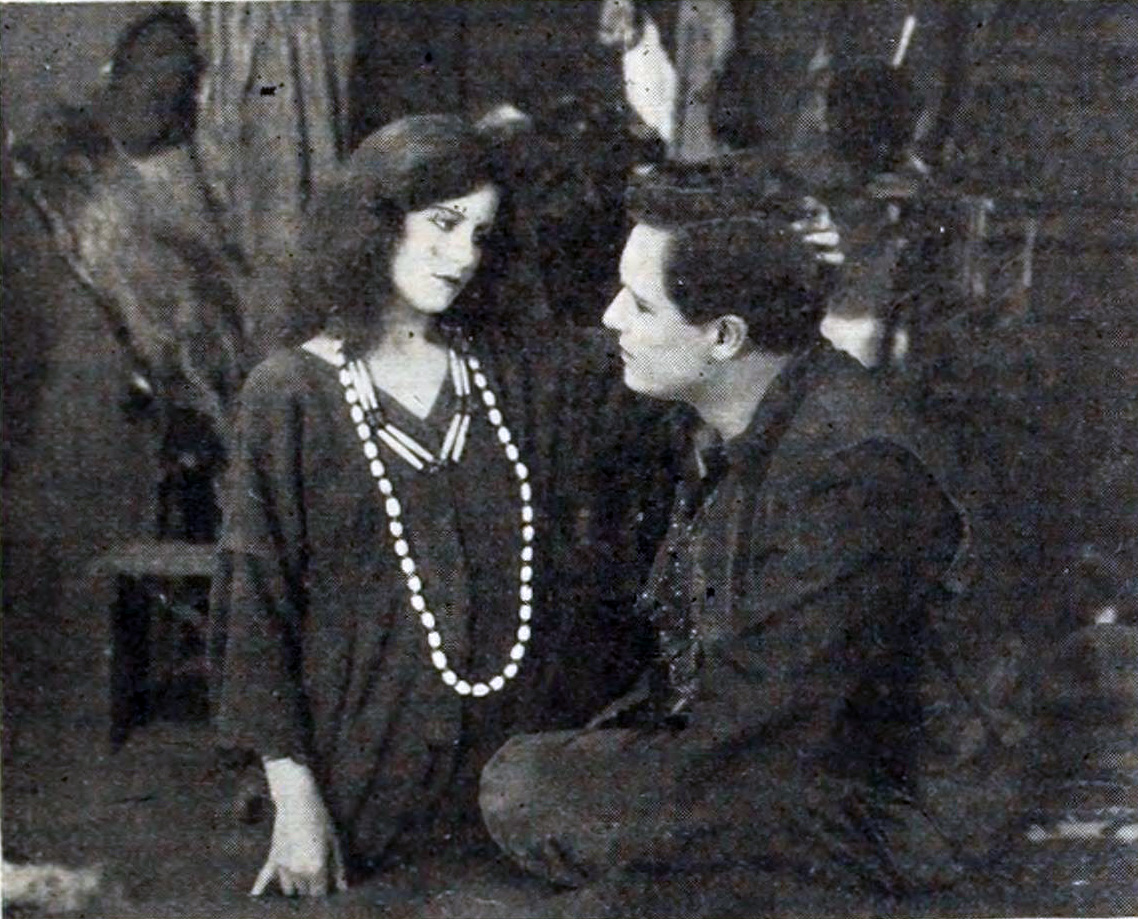
Cena do filme The Flower of No Man's Land (1916)

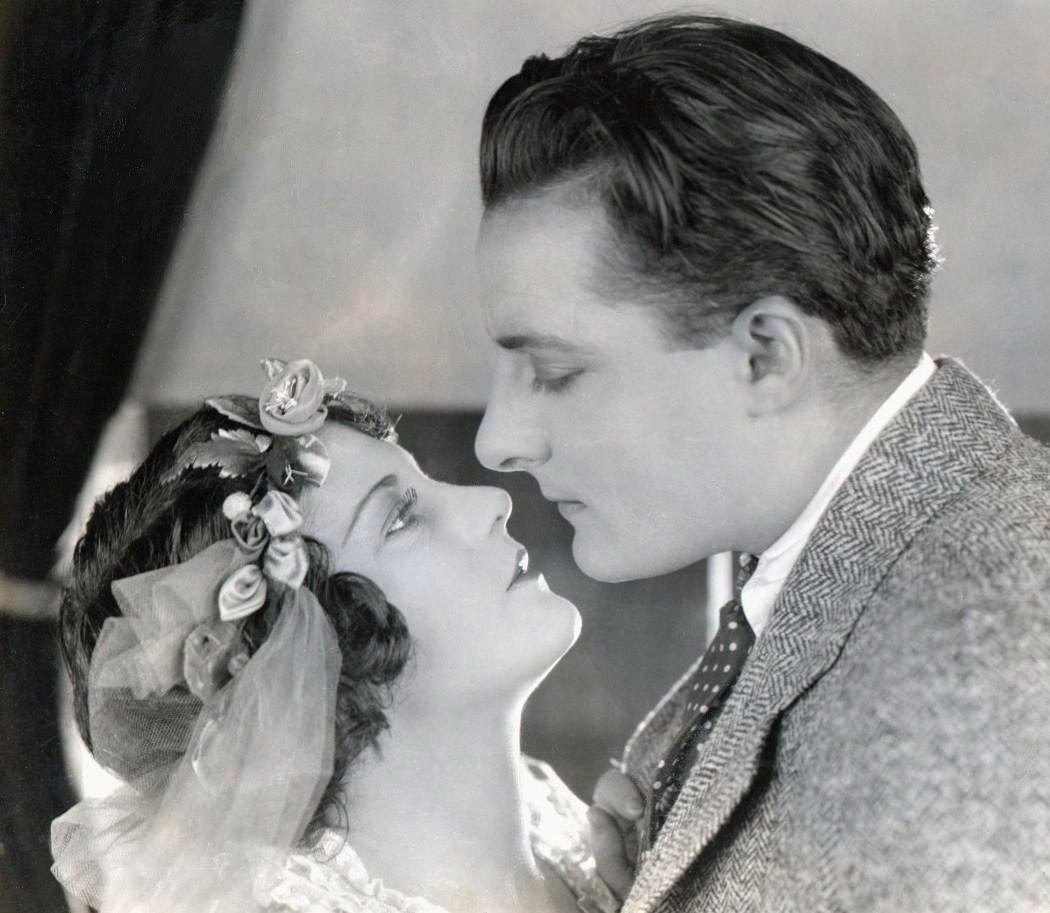
’’’Viola Dana’’’ e Gaston Glass em There Are No Villains, de 1921.

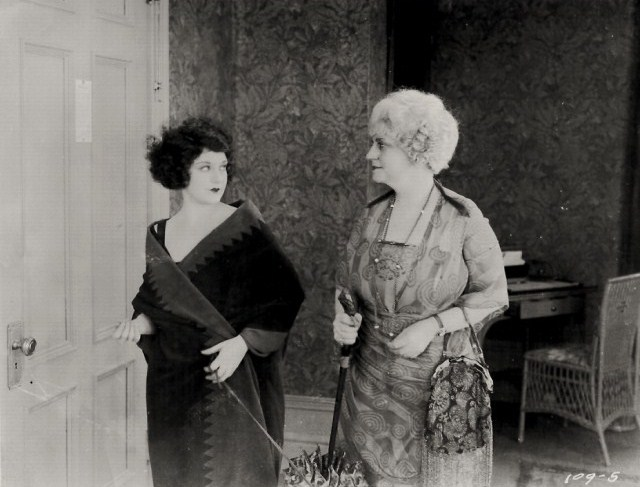
Viola Dana e Julia Calhoun no filme The Match-Breaker (1921).

- The Adventure of the Hasty Elopement (1914)
- Gladiola (1915)
- Children of Eve (1915)
- The Cossack Whip (1916)
- The Girl Without A Soul (1917)
- Blue Jeans (1917)
- A Weaver of Dreams< (1918)
- Parisian Tigress ("Apachinete") (1919)
- Blackmail ("A Gatuninha") (1920)
- Cinderella’s Twin ("A Gatinha Borralheira") (1920)
- Life’s Darn Fury ("Esta Vida é uma Pândega") (1920)
- The Match-Breaker (1921)
- There Are No Villains (1921)
- The Off-Shores Pirates ("Pirata de Alto Bordo") (1921)
- Along Came Ruth (1924)
- Merton of the Movies ("Cinemaníaco") (1924) – de James Cruze.
- Naughty Nanette ("O Ardil de Nanette") (1927)
- That Certain Thing ("O Meu Segredo") (1928) – de Frank Capra.
- Two Sisters ("O Amor não se Ilude") (1929) – ao lado de Boris Karloff.
- One Splendid Hour (1929)
- The Show of Shows ("Parada das Maravilhas") (1929) – ao lado de sua irmã Shirley Mason.
- The Strange Case of Poison Ivy (1933) (curta-metragem de 20 minutos para TV)

Documentários
- Hollywood (1980)
- Buster Keaton: A Hard Act to Follow (1987)

Teatro
- The Model (1912)
- The Poor Little Rich Girl (1913)

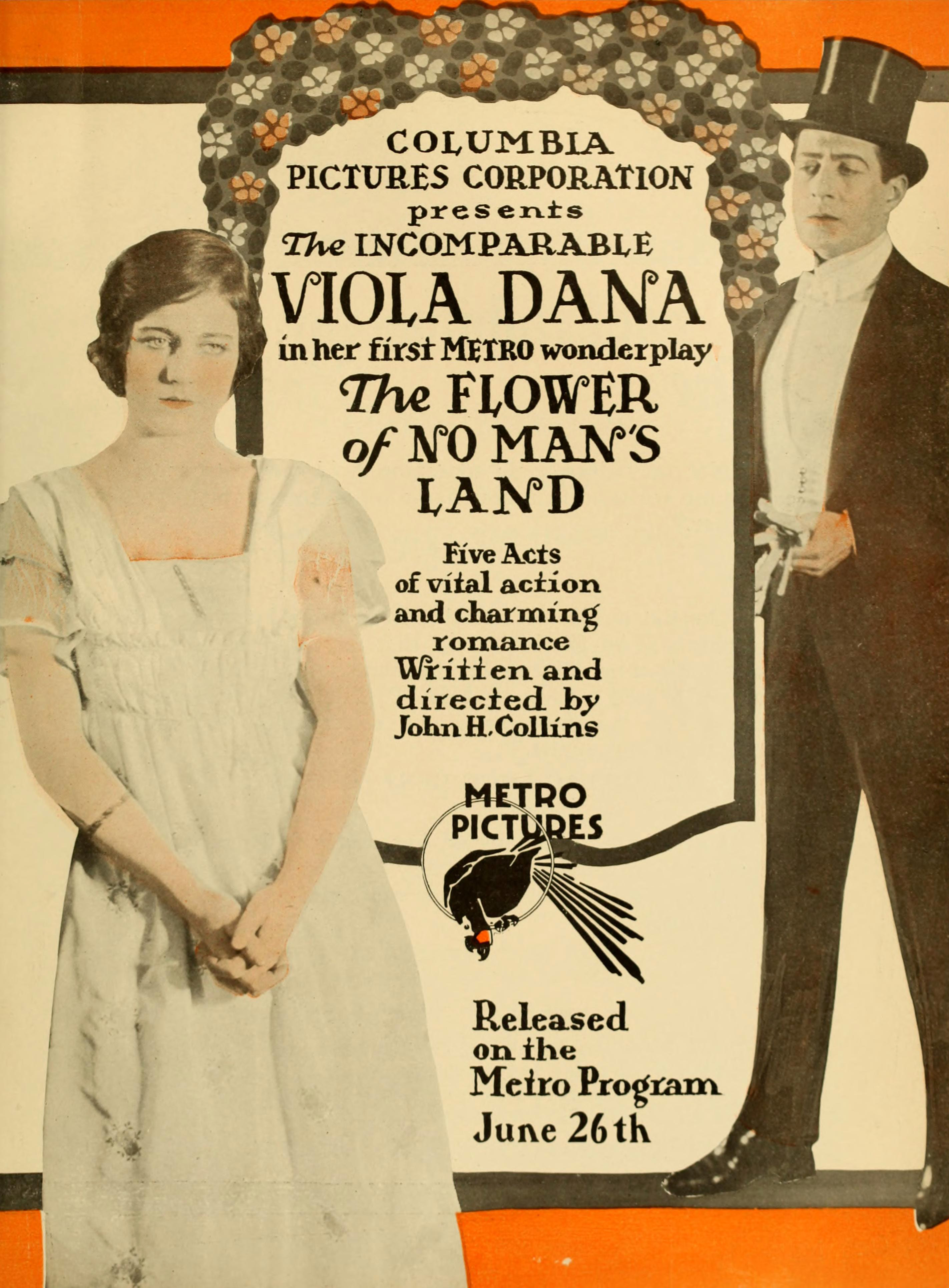
The Flower of No Man's Land (1916)
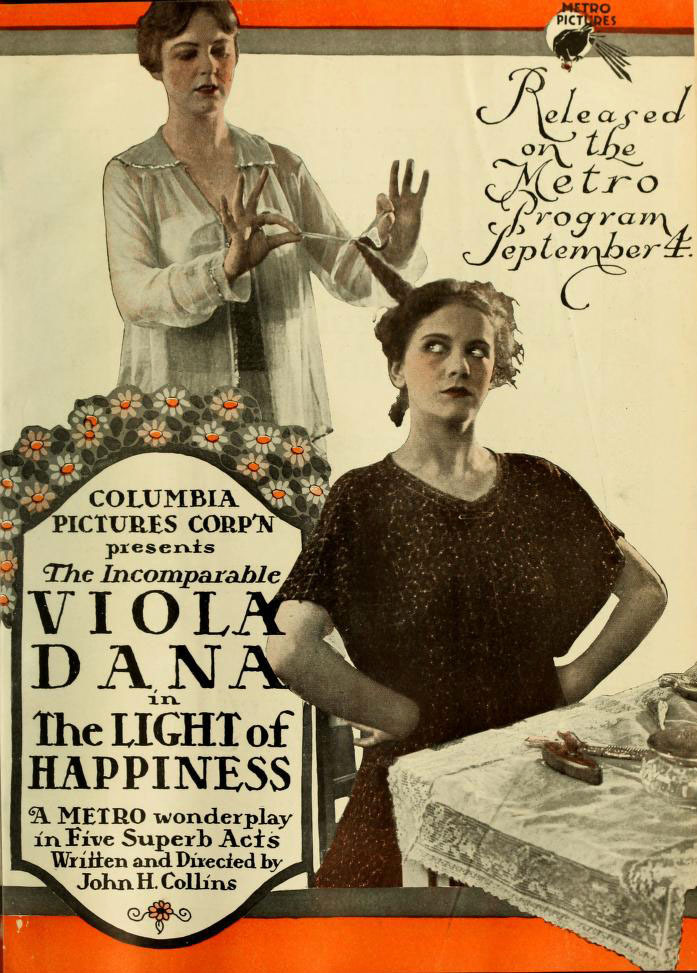
The Light of Happiness (1916)
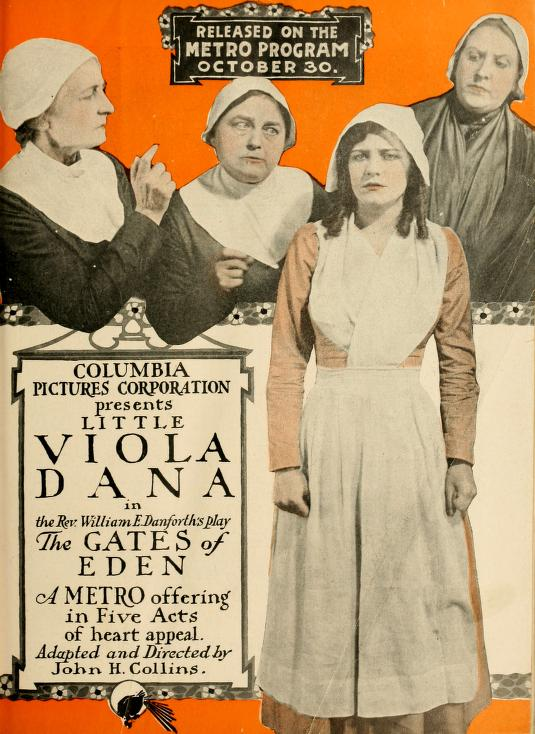
The Gates of Eden (1916)
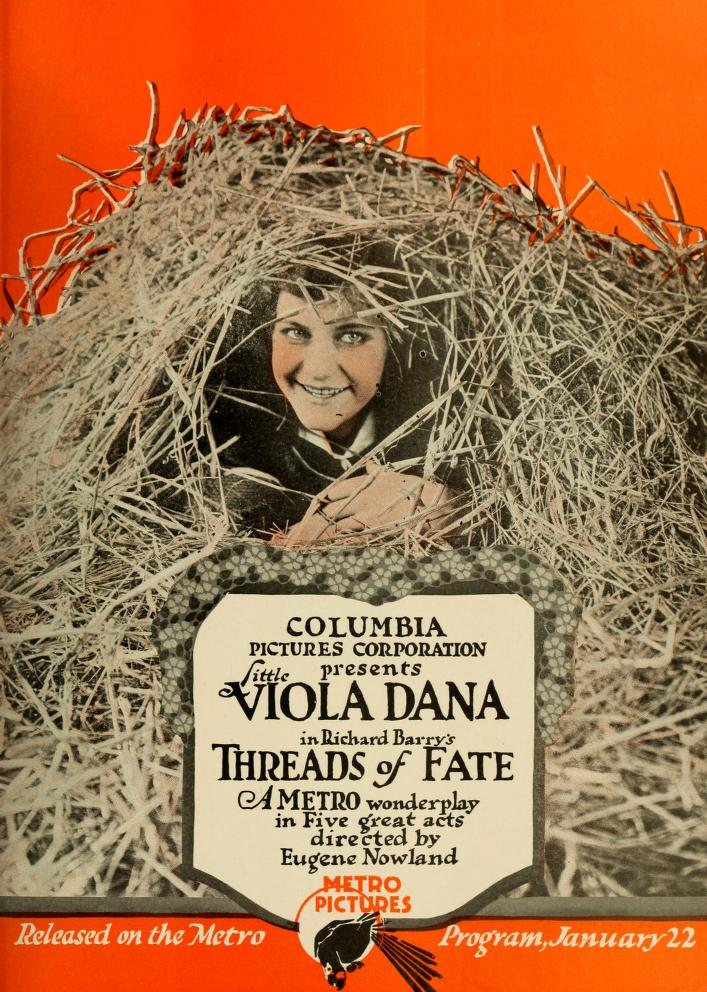
Threads of Fate (1917)
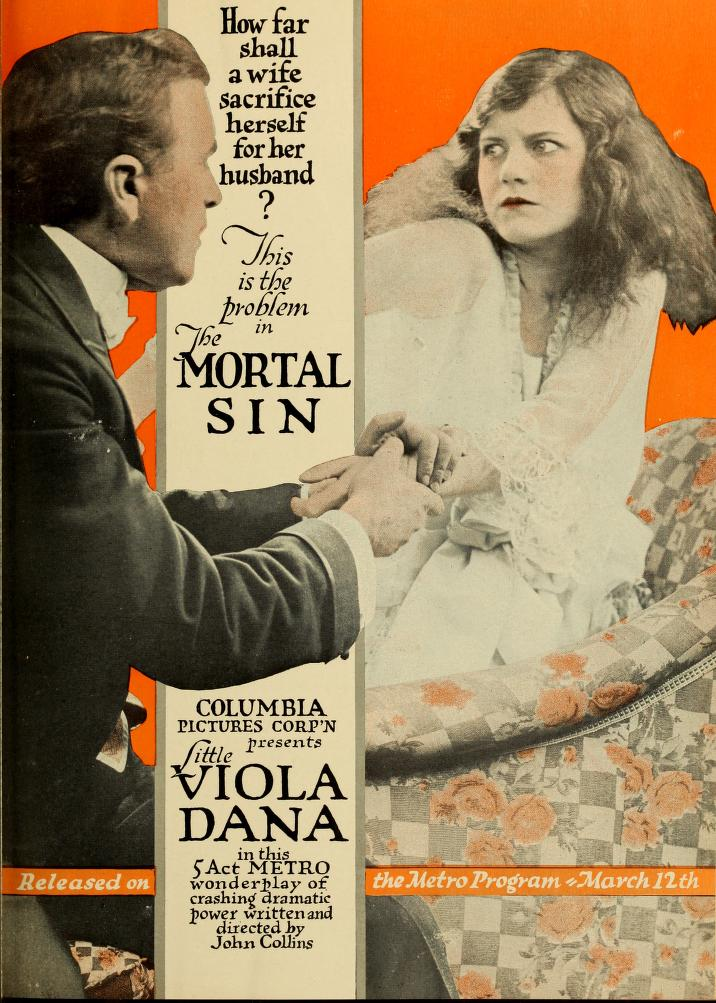
The Mortal Sin (1917)
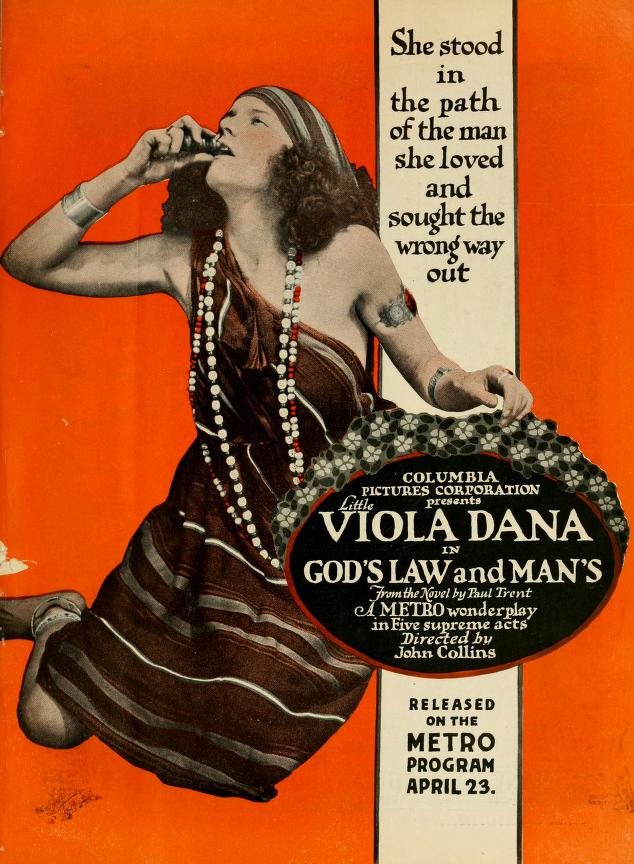
God's Law and Man's (1917)
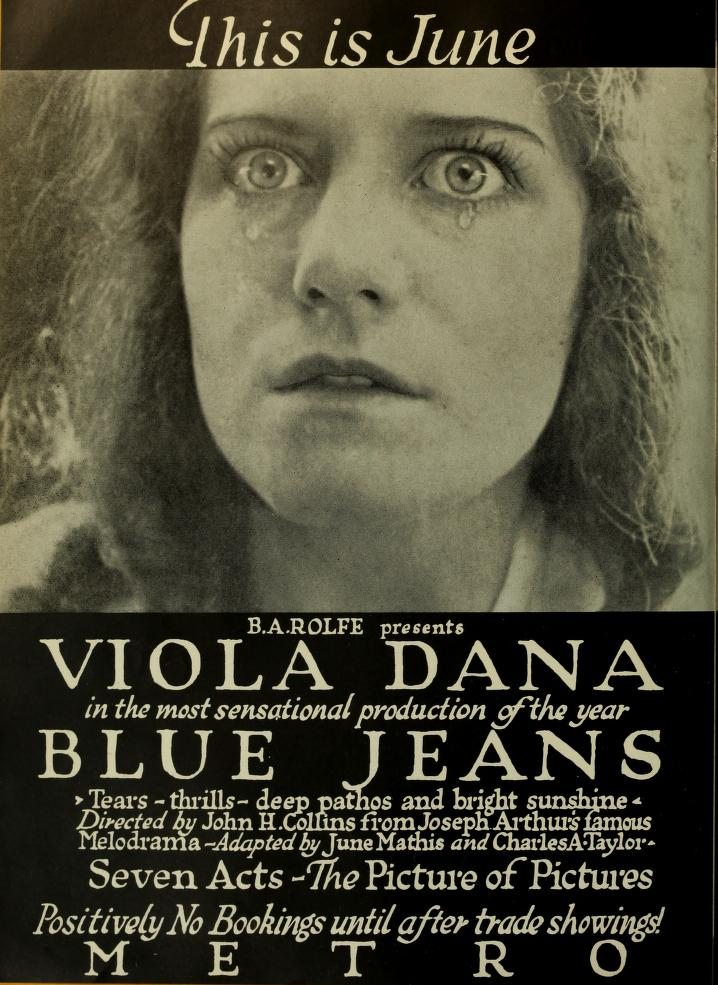
Blue Jeans (1917)
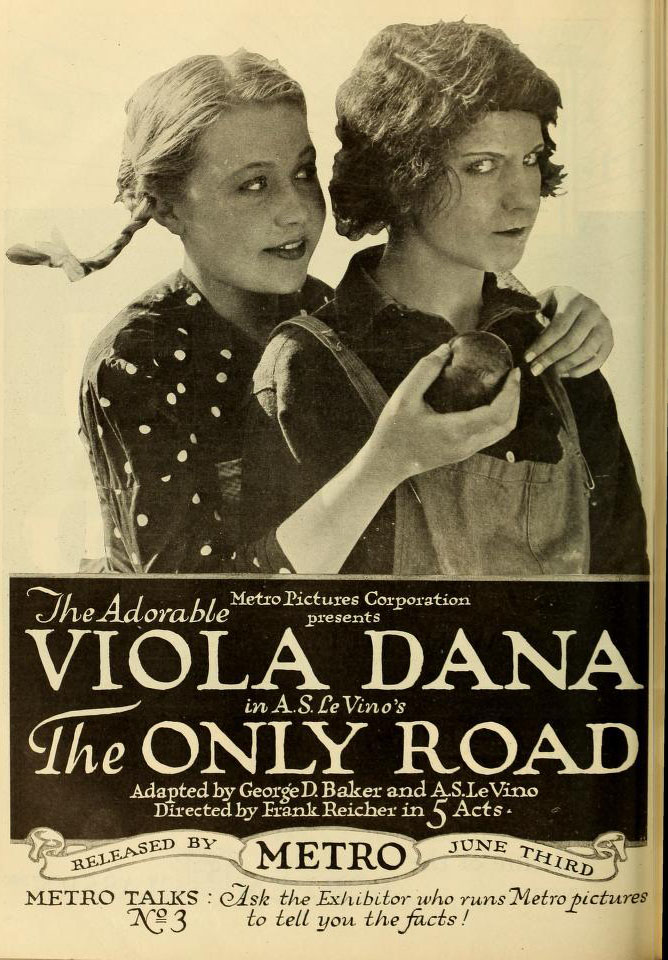
The Only Road (1918)
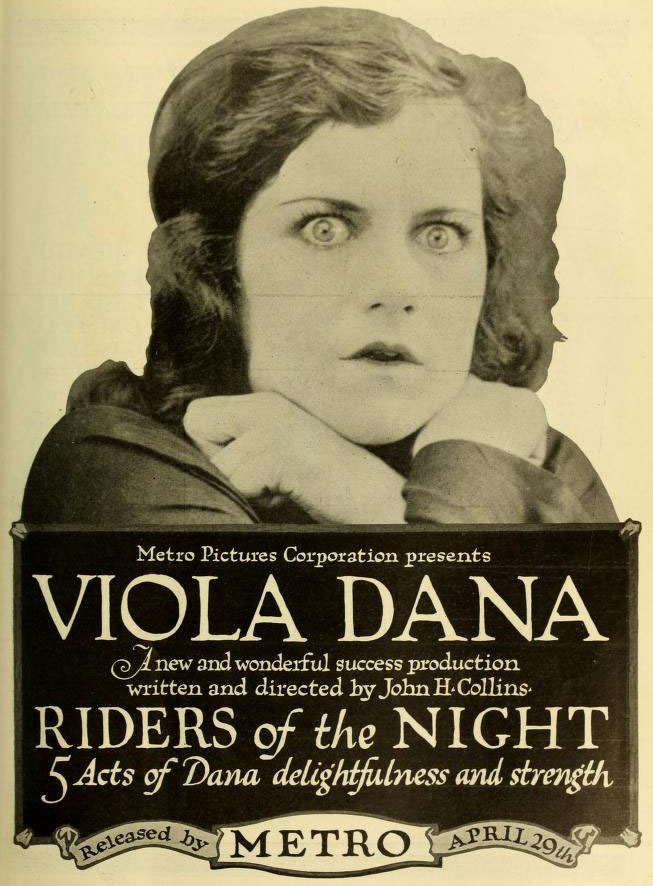
Riders of the Night (1918)
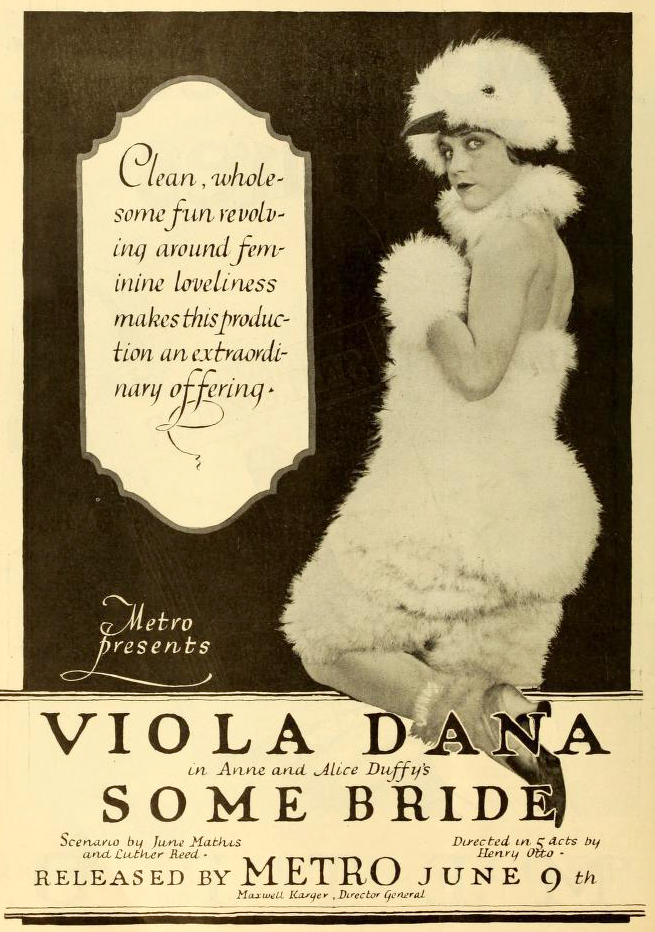
Some Bride (1919)